# Twilight Theater
Twilight Theater è il quarto album in studio del gruppo musicale alternative rock finlandese Poets of the Fall, pubblicato nel 2010.

## Tracce
1. Dreaming Wide Awake – 4:23
2. War – 5:06
3. Change – 4:46
4. 15 Min Flame – 5:00
5. Given and Denied – 4:17
6. Rewind – 4:22
7. Dying to Live – 3:46
8. You're Still Here – 3:27
9. Smoke and Mirrors – 5:17
10. Heal My Wounds – 5:56